# Тимофеевский, Александр Дмитриевич
Александр Дмитриевич Тимофеевский (1887—1985) — советский и украинский врач-онколог и патофизиолог.

## Биография
Родился 8 (20) февраля 1887 года в Москве в семье врача Д. И. Тимофеевского. В 1905 году в связи с революцией в Москве переехал в Томск, где с золотой медалью окончил гимназию.
Поступил на естественный факультет Парижского университета, в 1907 году вернулся в Томск и поступил в Императорский Томский университет, который окончил в 1912 году с отличием. Был оставлен при университете и работал научным сотрудником на кафедре общей патологии вплоть до 1922 года, с 1922 по 1934 год заведовал данной кафедрой.
В 1934 году переехал в Харьков; устроился на работу в Харьковский рентегено-онкологический институт, где вплоть до 1941 года заведовал отделом. С 1941 по 1954 год заведовал отделом Института клинической физиологии. В 1954 году перешёл на работу в Институт экспериментальной и клинической онкологии и переехал в Москву. Заведовал отделом этиологии и патогенеза опухолей. С 1963 года — на пенсии, но вплоть до своей смерти работал в качестве научного консультанта..
Скончался 15 сентября 1985 года в Москве.
Первым браком был женат на Вере Феоктистовне (дев. Тагушаковой), воспитаннице Петра Ивановича Макушина. От этого брака было трое детей. Сыновья: Борис, по специальности геолог, погиб во время Великой Отечественной войны; Дмитрий, доктор геолого-минералогических наук, работал в ЦНИГРИ. Дочь Ольга.
Вторым браком был женат на патофизиологе Софье Викторовне Беневоленской. Их дочь Елена (родилась в 1919).

## Научные работы
Основные научные работы посвящены проблемам кроветворения, изучению роли вирусов в возникновении опухолей, вопросам гистогенеза клеток соединительной ткани.
- 1912 — Одним из первых в Российской империи применил метод культивирования клеток и тканей.
- Описал малигнизацию тканей при воздействии на них канцерогенных веществ и опухолеродных вирусов.

## Избранные сочинения
- Тимофеевский А. Д. «Роль вирусов в возникновении опухолей».— М.: Медгиз, 1961.— 188 с.

## Членство в обществах
- Академик АМН СССР (1945-85).
- Член-корреспондент АН УССР (1939-85).

## Награды и премии
- 1948 — Сталинская премия в области науки.